# Evangelische Kirche Berghausen (Aßlar)

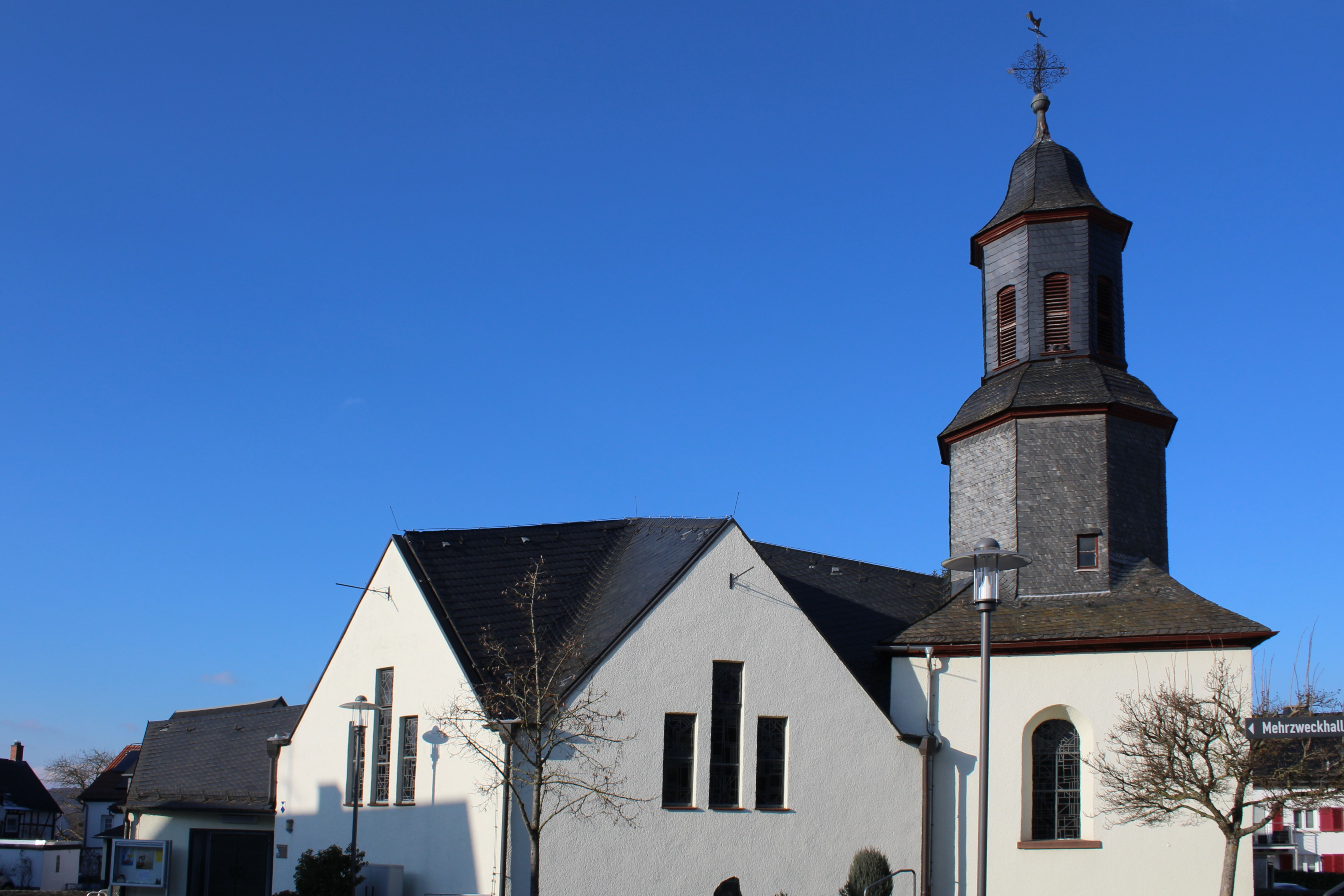
Kirche von Süden

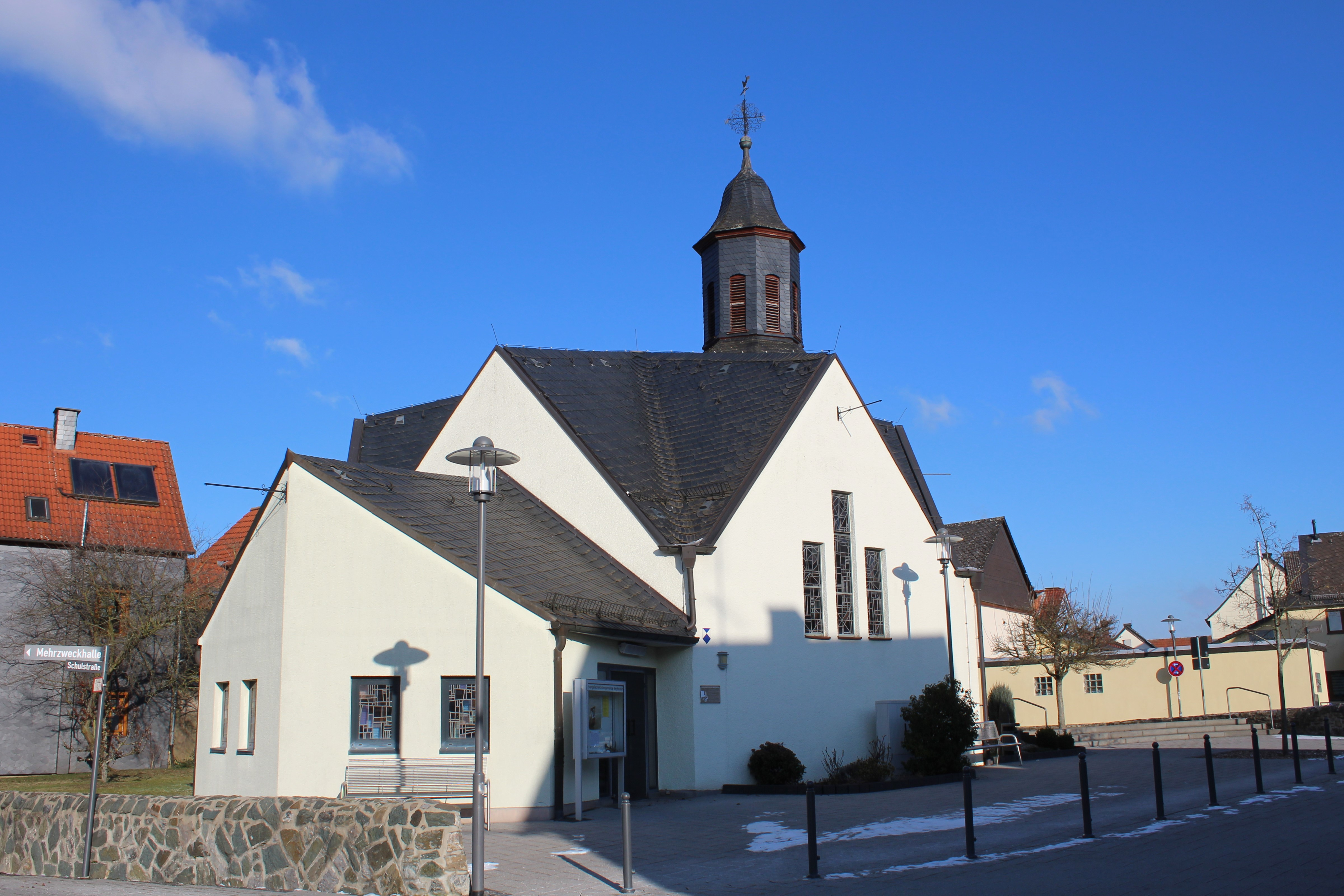
Ansicht von Westen

Die Evangelische Kirche in Berghausen, einem Stadtteil von Aßlar im  Lahn-Dill-Kreis (Mittelhessen), besteht aus einem gotischen Chorturm mit barockem Haubenhelm und einem sechseckigen Zentralbau von 1966/1967. Die denkmalgeschützte Kirche prägt das Ortsbild und ist aufgrund ihrer geschichtlichen und städtebaulichen Bedeutung hessisches Kulturdenkmal.

## Geschichte
Eine Kapelle in Berghausen, die zu Dillheim gehörte, wurde erstmals 1253 erwähnt. Im Streit zwischen der Stadt Wetzlar und den Solmser Grafen wurde die Berghäuser Kirche samt Kirchhof verwüstet. Im Mittelalter gehörte die Kirche zum Kirchspiel Dillheim, das insgesamt 12 Orte umfasste. Das Kirchspiel war im ausgehenden Mittelalter dem Archipresbyterat Wetzlar im Archidiakonat St. Lubentius Dietkirchen im Bistum Trier zugeordnet.
Die Einführung der Reformation vollzog sich in mehreren Schritten. Ab 1524 hielt die Reformation unter dem Dillheimer Pfarrer Johannes Zaunschliffer in Berghausen Einzug. Graf Philipp von Solms-Braunfels führte die evangelische Lehre 1556 in seinem Gebiet offiziell ein. Unter Graf Konrad von Solms-Braunfels wechselte die Kirchengemeinde 1582 zum reformierten Bekenntnis. Für fünf Jahre war die Kirche vermutlich mit Kölschhausen verbunden. Als 1585 Werdorf zur Pfarrei mit Berghausen als Filialgemeinde erhoben wurde, wurde Eberhard Greckmann (1586–1593) erster evangelischer Pfarrer.
1654 kam es zum Streit, als die Werdorfer Kirche nach dem Dreißigjährigen Krieg instand gesetzt wurde, da Berghausen neben Naturalien und Geld für den Pfarrer entsprechend der Baupflicht ein Drittel der Kosten zu tragen hatte. Wilhelm Moritz Graf zu Solms-Greifenstein machte 1704 den Werdorfer Pfarrer zum Oberpfarrer und Hofprediger des Werdorfer Schlosses und richtete eine zweite Pfarrstelle ein, die er mit dem Schuldienst, Organisten- und Glöckneramt verband. 1819 wurde die zweite Pfarrstelle aufgehoben.
Um 1700 erhielt der Chorturm in Berghausen seinen barocken Helmaufbau und 1709 eine Wetterfahne von dem Schmied Johann Luther, einem Nachfahren von Martin Luther. Zu Beginn des 18. Jahrhunderts erfolgte ein Kirchenneubau unter Einbeziehung des gotischen Chorturms. Unklar ist, ob die barocke Saalkirche auf rechteckigem Grundriss mit je zwei Fenstern an den Langseiten und Westportal ganz neu errichtet wurde oder Teile des gotischen Vorgängerschiffs integrierte. 1729 folgte eine Innenrenovierung.
Die Gemeinde schaffte 1821 eine neue Orgel an. 1869/1870 folgte eine Innenrenovierung, die einen Umbau der Empore einschloss; Kanzel und Pfarrstuhl wurden an die Ostseite unter die Orgel umgesetzt. 1883 erhielt die Kirche statt des Abendmahltisches einen Marmoraltar. Eine Heizung wurde 1893 eingebaut. Bis 1938 stand rechts vom Westportal das Backhaus mit Schäferhaus und auf der linken Seite das Leiterhaus.
Im Zweiten Weltkrieg wurde der Turm durch einen Panzerbeschuss im März 1945 schwer beschädigt. Erst 1948 konnte er in leicht veränderter Form wiederhergestellt werden. Der Wetterhahn wurde aus dem Blech alter Flugzeugteile gefertigt. Wegen Baufälligkeit, der zu geringen Größe des Schiffs und um ein zeitgemäßes Gebäude zu haben, beschloss der Kirchenvorstand 1962 einstimmig einen modernen Neubau und beauftragte 1965 den Wißmarer Architekten Erwin Rohrbach mit den Plänen. Ende 1965 begann der Abriss des alten Kirchenschiffs. Im April 1966 wurde das Richtfest und am 3. Dezember 1967 die Einweihung gefeiert. Eine Renovierung von Turm und Kirche fand 2011 mit der Restaurierung und teilweisen Erneuerung der Kirchturmspitze ihren Abschluss.
Seit langem besteht eine pfarramtliche Verbindung mit Werdorf. Die Kirchengemeinde ist evangelisch-reformiert und gehört zum Evangelischen Kirchenkreis an Lahn und Dill in der Evangelischen Kirche im Rheinland.

## Architektur

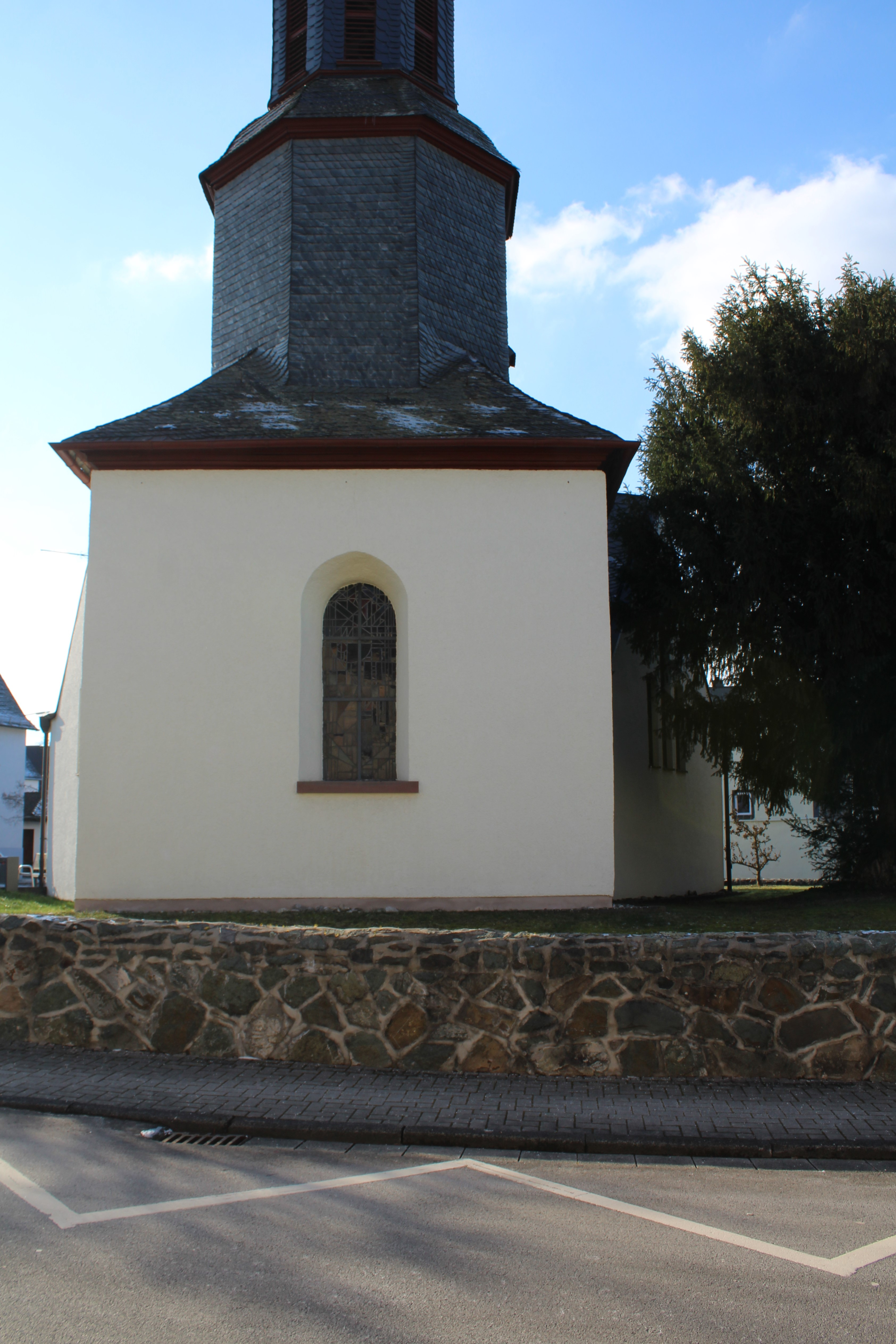
Turm von Osten

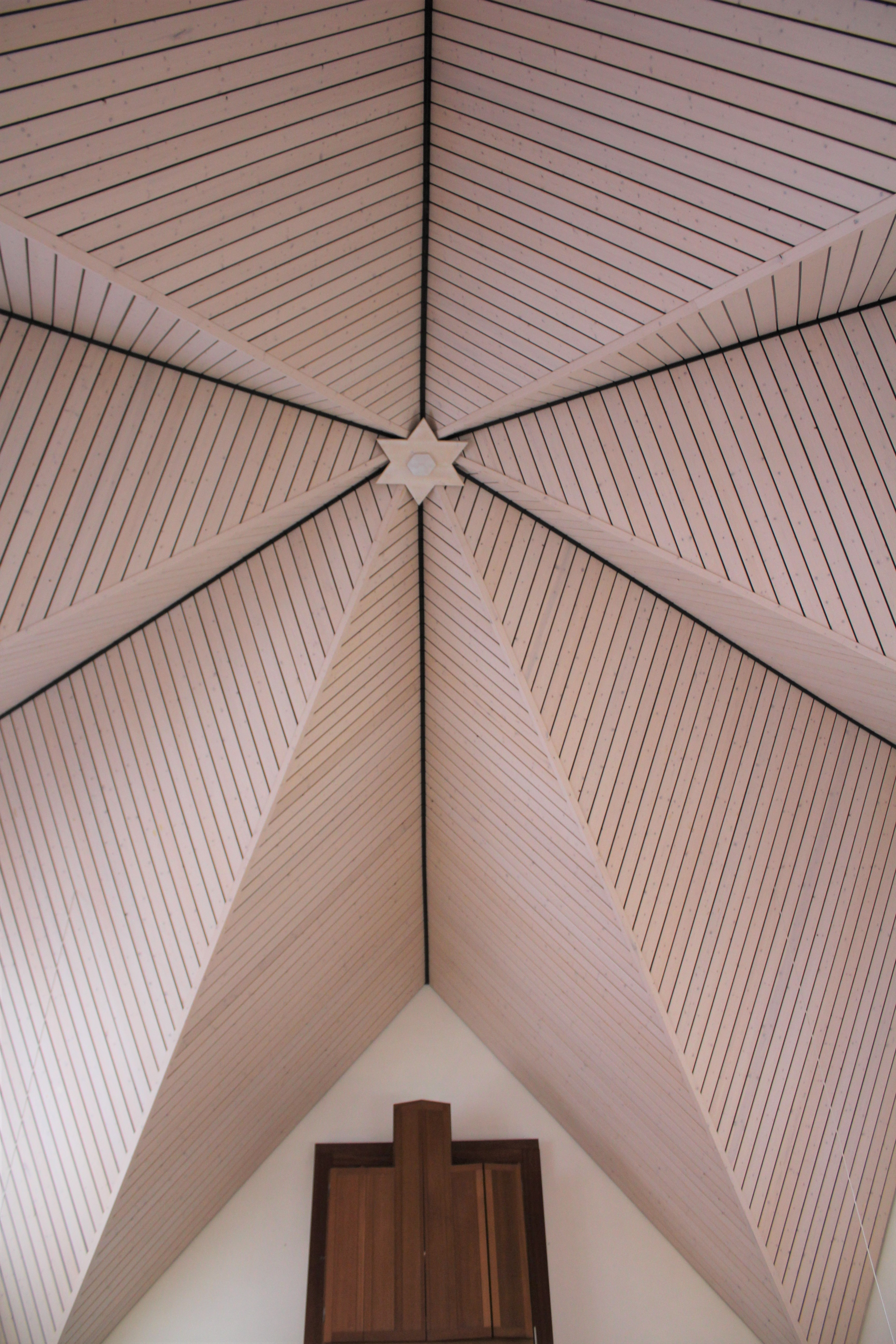
Faltdecke

Die weiß verputzte Kirche ist nicht exakt geostet, sondern etwas nach Ost-Nordost ausgerichtet. Sie wird an drei Seiten von Straßen umgeben und beherrscht die Ortsmitte. Die umgebende niedrige Kirchhofmauer ist teilweise erneuert.
Der massiv aufgemauerte, gedrungene, gotische Chorturm auf quadratischem Grundriss ist ungegliedert und gegenüber dem Kirchenschiff eingezogen. Die kreuzgratgewölbte Halle im Erdgeschoss wird an den drei frei stehenden Seiten durch Rundbogenfenster mit buntem Bleiglas belichtet. Der gestaffelte, oktogonale, verschieferte Spitzhelm entwickelt sich aus einem Zeltdach. Das erste Geschoss trägt nach Osten das Zifferblatt der Turmuhr. Das verjüngte Obergeschoss hat acht schmale Schallöffnungen mit Stichbogen für das Geläut. Die Welsche Haube wird von einem Turmknauf, einem aufwendig geschmiedeten Kreuz von 1709 sowie einer Wetterfahne und einem Wetterhahn von 2011 bekrönt.
Der sechseckige Gemeindesaal von 1966/1967 geht auf den Entwurf des Architekten Rohrbach zurück. Der zentralisierende Bau wird durch vier Dreiecksgiebel beherrscht, die in ein Faltdach übergehen. In jede Giebelseite ist ein schmales Drillingsfenster mit Bleiglasfenstern eingelassen, dessen mittleres Fenster überhöht ist. Der Westgiebel hat einen schmalen eingezogenen Vorbau in Trapezform, der als Eingangsbereich und Sakristei dient. Der Vorbau wird von einem Satteldach bedeckt, durch ein Südportal erschlossen und im Westen durch vier viereckige Bleiglasfenster mit Licht versorgt.

## Ausstattung

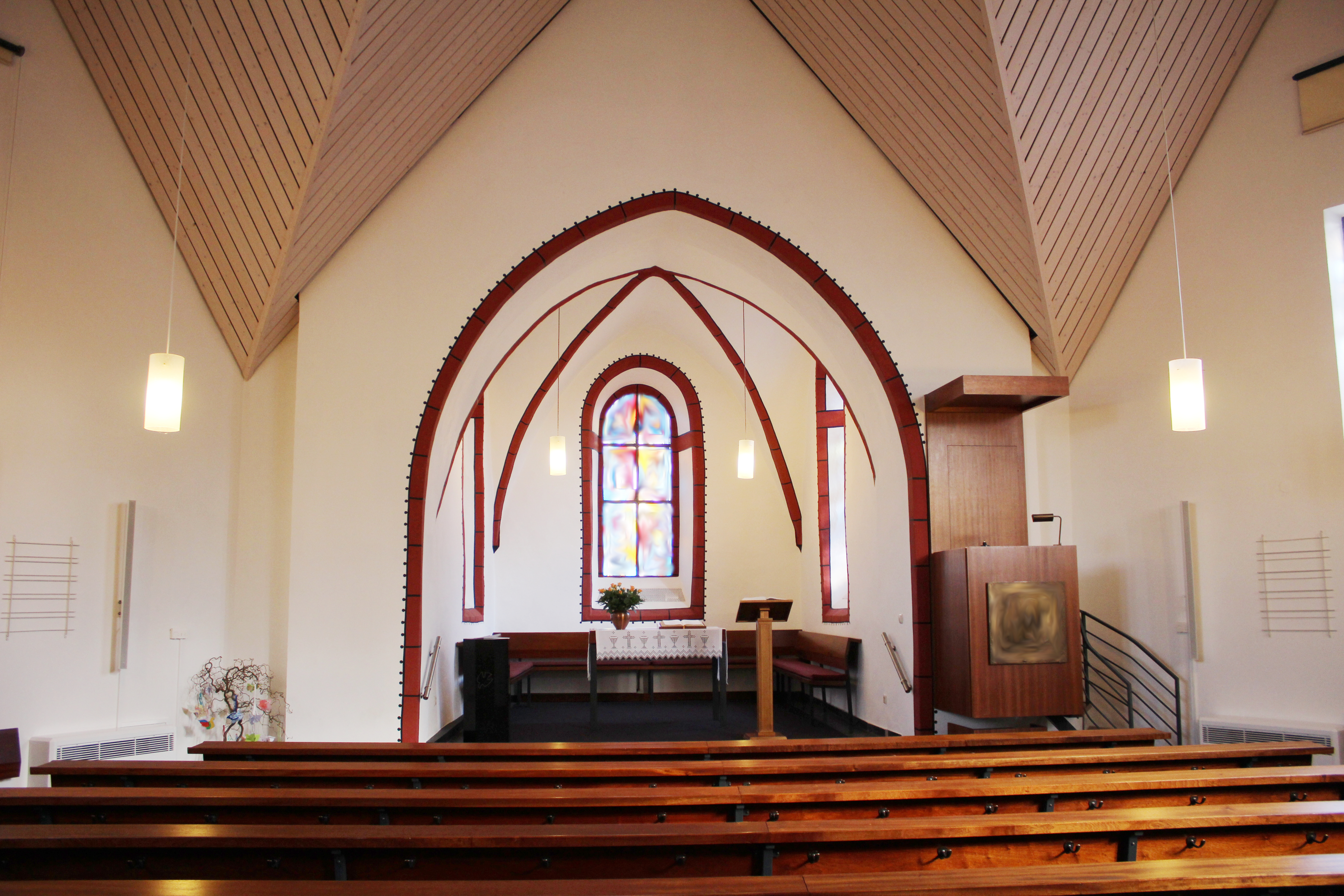
Innenraum Richtung Osten

Im weiß gestrichenen Innenraum öffnet ein großer Spitzbogen den um zwei Stufen erhöhten Chor zum Gemeindesaal. Die Kanten der Fensterlaibungen im Chor und des Chorbogens sowie die Rippen des Kreuzgewölbes sind durch dunkelrote Farbe abgesetzt. Im überwölbten Chor steht entsprechend reformierter Tradition ein Abendmahlstisch statt eines Altars.
Dem Faltdach der Kirche entspricht im Inneren eine Faltdecke. Der Boden ist mit Steinplatten aus Grauschiefer belegt. An der südlichen Seite des Chorbogens ist die viereckige Kanzel mit entsprechendem Schalldeckel angebracht. Das quadratische Bildrelief mit rundem Motiv an der Vorderseite der Kanzel zum Thema Schöpfung und Neuschöpfung gestaltete die Künstlerin Gertrude Reum. Ein Ehepaar stiftete es 2009 der Gemeinde. Über dem westlichen Eingang der ansonsten emporenlosen Kirche ist eine kleine Orgelempore eingebaut. Das schlichte hölzerne Kirchengestühl bildet einen Mittelblock.

## Orgel

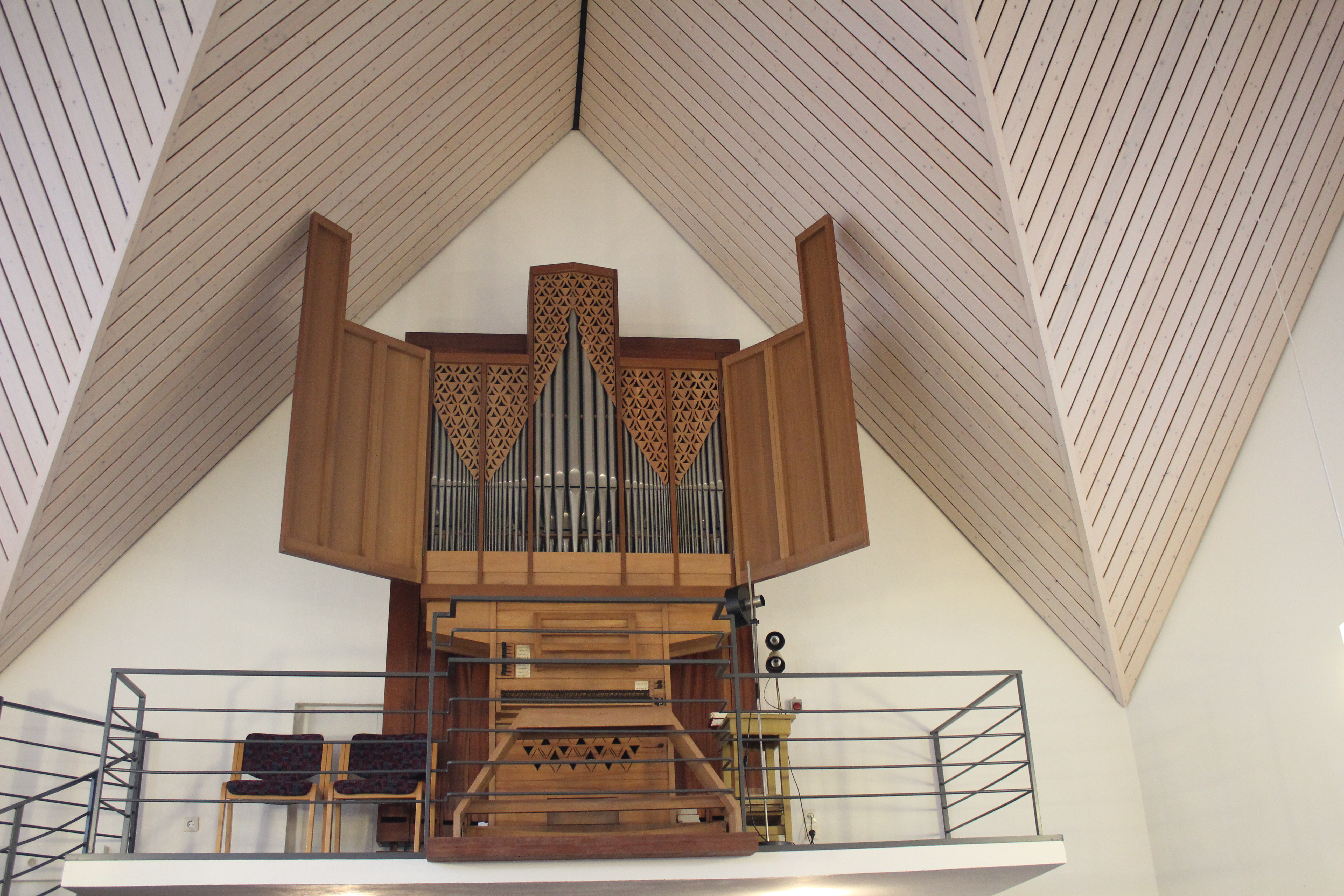
Woehl-Orgel von 1969

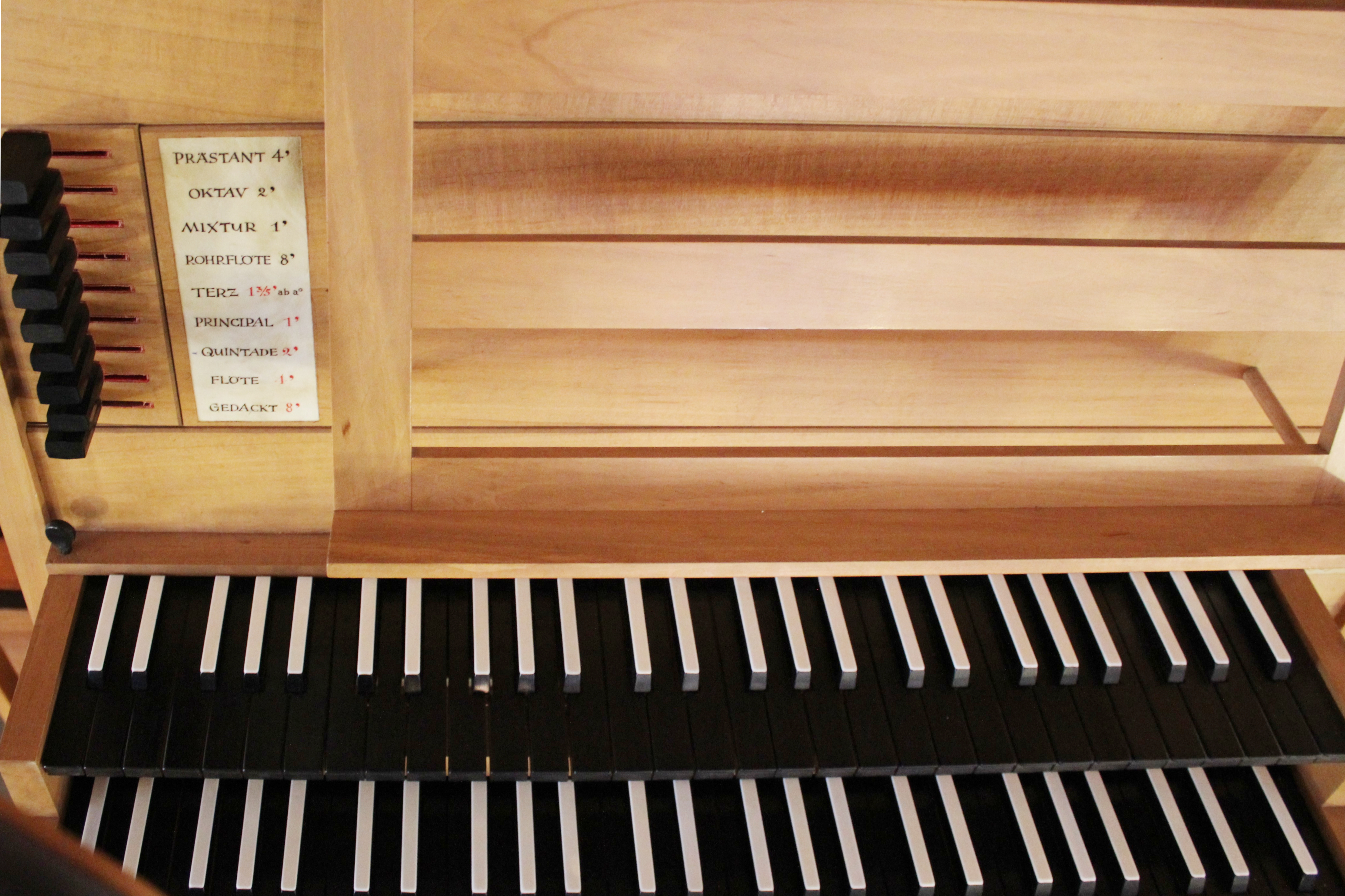
Spieltisch der Orgel

In der alten Kirche baute ein unbekannter Orgelbauer 1821 eine Orgel, die über sieben Register auf einem Manual ohne Pedal verfügte. Der fünfachsige Prospekt hatte einen überhöhten Mittelturm, der von zwei Flachfeldern flankiert wurde, und außen zwei mittelgroße hochrechteckige Felder mit Blindflügeln aus durchbrochenem Rankenwerk. Sie wurde 1891 durch Orgelbauer Eichhorn aus Weilmünster repariert. 1954 baute die Firma Walcker ein zweimanualiges Werk mit selbstständigem Pedal und insgesamt neun Registern in neuzeitlicher Formsprache. Beim Kirchenneubau 1965 wurde das Instrument an die Marktkirche Wiesbaden verkauft. Es stand dort bis 1982 auf der Kaiserloge und diente als Chororgel. 1969 baute Gerald Woehl eine neue Orgel mit elf Registern auf zwei Manualen und Pedal. Es ist einer seiner ersten selbstständigen Orgelneubauten. Der fünfachsige, holzsichtige Prospekt hat ein überhöhtes Mittelfeld, das von zwei gleich hohen Pfeifenflachfeldern flankiert wird. Mit den seitlichen Flügeltüren kann der Prospekt geschlossen werden. Die barock konzipierte Disposition lautet wie folgt:
| I Hauptwerk C–g3 |    |
| Rohrflöte        | 8′ |
| Prästant         | 4′ |
| Oktave           | 2′ |
| Mixtur III–V     | 1′ |

| II Nebenwerk C–g3 |        |
| Gedackt           | 8′     |
| Flöte             | 4′     |
| Quintade          | 2′     |
| Terz (ab a)       | 1 3⁄5′ |
| Prinzipal         | 1′     |

| Pedal C–f1 |     |
| Subbass    | 16′ |
| Dulzian    | 4′  |

- Koppeln: II/I, I/P, II/P

## Geläut
In den 1830er Jahren beherbergte der Kirchturm zwei Glocken. Die große Glocke unbekannten Alters mit 0,59 Meter Durchmesser wurde im Zweiten Weltkrieg für die Rüstungsindustrie abgeliefert und eingeschmolzen. Die Gemeinde schaffte 1948 zwei Glocken von Rincker an. Dabei wurde die kleine mittelalterliche Ave-Maria-Glocke mit 0,46 Meter Durchmesser und der Inschrift „Bete und arbeite“ umgeschmolzen. Die neue kleine Glocke erhielt dieselbe Inschrift und die große die Inschrift „Nach Krieg und Leid und harter Zeit ruf ich erneut zur Seligkeit“. 1961 goss die Firma Rincker eine dritte Glocke mit dem Bibelvers „O Land, Land, Land, höre des Herrn Wort“ (Jer 22,29 ). In diesem Zuge wurde der Glockenstuhl erneuert und das Geläut elektrifiziert.